# Mesnil-Panneville
Mesnil-Panneville ist eine französische Stadt mit 764 Einwohnern (Stand: 1. Januar 2022) im Département Seine-Maritime in der Region Normandie. Die Gemeinde gehört zum Arrondissement Rouen und zum Kanton Notre-Dame-de-Bondeville. Die Bewohner werden Mesnil-Pannevillais und Mesnil-Pannevillaises genannt.

## Geographie
Mesnil-Panneville liegt westlich des Zentrums des Départements, etwa 22 Kilometer nordwestlich von Rouen im Pays de Caux. Umgeben wird Mesnil-Panneville von den Nachbargemeinden Auzouville-l’Esneval und Cideville im Norden, Limésy im Osten und Nordosten, Pavilly im Osten und Südosten, Bouville im Süden, Blacqueville im Westen und Südwesten, Croix-Mare im Westen sowie Motteville im Nordwesten.
Durch die Gemeinde führt die Autoroute A150.

## Bevölkerungsentwicklung
| 1962                       | 1968 | 1975 | 1982 | 1990 | 1999 | 2006 | 2013 | 2020 |
| -------------------------- | ---- | ---- | ---- | ---- | ---- | ---- | ---- | ---- |
| 321                        | 308  | 272  | 466  | 492  | 515  | 608  | 676  | 742  |
| Quellen: Cassini und INSEE |      |      |      |      |      |      |      |      |

## Sehenswürdigkeiten
- Die im 19. Jahrhundert im romanischen Stil erbaute Pfarrkirche Notre-Dame-de-l’Assomption stammt aus der ehemaligen Gemeinde Mesnil-Durécu.
- Ehemalige Kommanderie des Lazarus-Ordens in Saint-Antoine mit Kapelle Saint-Antoine aus dem 13. Jahrhundert
- Kirche Notre-Dame in der Ortschaft Durecy aus dem 19. Jahrhundert
- Der Glockenturm aus dem 13. Jahrhundert ist der Pfarrkirche Saint-Sulpice erhalten geblieben. Im 16. und im 17. Jahrhundert sind zahlreiche Umarbeiten an der Kirche vorgenommen worden.
- Der gemeißelte Giebel des Schlosses Panneville datiert aus dem Jahr 1732. Das Gebäude scheint unvollendet geblieben zu sein. Der Haupttrakt wird nur von einem einzigen Flügel begrenzt. Anstelle des zweiten befindet sich ein kleiner Backsteinturm mit quadratischem Grundriss, vielleicht aus früherer Zeit. Die Kapelle des Schlosses ist aus Materialien der alten Pfarrkirche von Panneville erbaut, die 1780 abgerissen wurde.

## Persönlichkeiten
- Jean Flavigny (1880–1948), französischer General im Zweiten Weltkrieg, verstorben in Mesnil-Panneville